# 夏目妃菜
夏目妃菜（日语：／ Natsume Hina；9月13日—）是一名日本女性聲優，東京都出身，青二Production所屬。

## 人物
因為在更換座位時，發現坐在自己前面的那位是御宅族，於是開始以聲優為目標。
擁有的資格與證照為英語檢定二級。
興趣與專長包括競技歌牌、逛街、唱歌。

## 演出作品
※粗體字為主要角色。

### 電視動畫
2019年
- 鬼太郎（第6作）（女孩子）

2020年
- 魔法水果籃 2nd season（男孩子）
- 更多！認真地不認真的怪俠佐羅利（安）
- 寶可夢 旅途（伊娃）

2021年
- SK∞（觀眾）
- 更多！認真地不認真的怪俠佐羅利 第2系列（女性B、新娘）
- ONE PIECE（正義的夥伴）
- 櫻桃小丸子（女子2）
- 我的英雄學院 第5期（女性、女性市民、女學生）
- 忍者亂太郎（女）

2022年
- 更多！認真地不認真的怪俠佐羅利 第3系列
- Love All Play（女子部員2）
- IDOLiSH7 Third BEAT!（女高中生）

2023年
- 櫻桃小丸子（路人女性）
- 我的英雄學院 第6期（護士）
- 尼爾：自動人形 Ver1.1a（機械生命體、妹妹機器人、信徒、操作員）
- 呆萌酷男孩（女性）
- 她去公爵家的理由（艾爾瑪）
- 【我推的孩子】（助理）
- 和山田談場Lv999的戀愛（女性）
- BanG Dream! It's MyGO!!!!!（同班同學A、友人D）
- MF GHOST 燃油車鬥魂（女性職員、女性B、女性店員、觀眾B）
- 絆之Allele（Sarah[3]）

2024年
- ONE PIECE（小孩、研究員）
- 因為不是真正的夥伴而被逐出勇者隊伍，流落到邊境展開慢活人生2nd（小孩）
- 寶可夢地平線（訓練員、波可）
- 新幹線變形機器人：變革世代（女子A、伽瑪的同級生）
- 我的英雄學院 第7期（女學生、學生、村裡的少女）
- 尼爾：自動人形 Ver1.1a（尤爾哈隊員、村民機器人、反抗者）
- 雙生戀情密不可分（女學生）
- 2.5次元的誘惑（Cosplayer B）
- 魔法光源股份有限公司（店員B、客A）
- 常軌脫離Creative（客C、學生會成員A）
- 一兆＄遊戲（陪酒女）
- MF GHOST 燃油車鬥魂 2nd Season（女客人）

2025年
- 青春特調蜂蜜檸檬蘇打（女學生）
- 賽馬娘 灰髮灰姑娘（月光飛燕、南方女傑、店員、馬娘）
- 快藏好！瑪琪娜同學！！（茉美美[4]）
- 紫雲寺家的兄弟姊妹（女學生A）
- 歲月流逝飯菜依舊美味（女大學生）
- 正義使者 -我的英雄學院之非法英雄-（啦啦隊女孩、小碎步SISTERS）

### 劇場版動畫
2019年
- 我的英雄學院：英雄新世紀（女孩子）

2020年
- 寶可夢：皮卡丘與可可的冒險（橡實果）

2021年
- 我的英雄學院：世界英雄任務（拉拉·索爾）
- 劇場版 超時空要塞Δ 絕對LIVE!!!!!!
- 劇場短篇 Macross F 時之迷宮

2024年
- 劇場版 賽馬娘 Pretty Derby：新時代之門（ガヤのみなさん）

### 網路動畫
2021年
- POKÉTOON（小孩[5]、飄飄球[6]）
- 寶可夢進化（稚山雀、小星雲、咚咚鼠、斗子、波加曼、小遙、女孩子）

2022年
- 寶可夢 釋雪二藍（小孩）

2023年
- PLUTO ～冥王～（伯朗德的小孩[7]）
- 我內心的糟糕念頭 推糟短篇（女學生B）

### 遊戲
2020年
- Crash Fever（麒麟[8]）

2023年
- 寶可夢大師EX（桐華[9]）

2024年
- 獸娘動物園3
- 魔法禁書目錄 幻想收束（杠林檎）

2025年
- 賽馬娘 Pretty Derby（放聲歡呼[10]）

## 外部連結
- 夏目 妃菜｜株式会社青二プロダクション
- 夏目妃菜的X（前Twitter）